# Василева, Светла
Светла Василева (род. 1 апреля 1964, Плевен, Болгария) — болгарский журналист, публицист и блогер.

## Биография
Светла Василева родилась в 1964 году в городе Плевен. Обучалась в Софийском университете и в Российском государственном педагогическом университете имени А. И. Герцена.
Работает в Научно-исследовательском институте образования Министерства образования в Софии.
Светла Василева автор докторской диссертации по теме «Приобщение детей дошкольного возраста к общечеловеческим нравственным ценностям». Она соавтор «Концепции развития общественного дошкольного образования в Болгарии», «Концепции социализации цыганских детей» (под эгидой ЮНИСЕФ), «Белая книга о Правеце» (2010) и книга «Правец. Хроники частного города»(2011).
Является автором десятка статей по актуальным вопросам общественной жизни в годы перехода Болгарии к демократии и рыночной экономики, опубликованные в интернете и печатных средствах массовой информации (в том числе публикации Европейского Союза), включая ее личный блог.
Информация из её очерка о частных городов Болгарии (2008) вошла в книгу «Новые Болгарские Демоны» немецкого журналиста Юрген Рот (Рот, Юрген).
В качестве гостя утреннего ТВ шоу «Здравствуй, Болгария» на Nova TV, 14 ноября 2008 года она называет Правец «первым частным городом» Болгарии от эфира СМИ, что вызвало скандальное увольнение топ журналиста Георгия Коритарова.
Она является учредителем несколько неправительственных организации.
В 2014 году Светла Василева получила «Золотой ключ» в категории «Журналистика». Награда вручается ежегодно Программой доступа к информации за вклад в свободу информации.
С 2017 года является экспертом в команде президента Болгарии Румена Радевв.